# H-II Transfer Vehicle
H-II Transfer Vehicle (сокр. HTV), также Kounotori (яп. こうのとり Kōnotori, белый аист) (англ. white stork) — японский беспилотный грузовой космический корабль, предназначенный для доставки на Международную космическую станцию различных грузов (топлива, запасов кислорода и азота, воды, продуктов питания, научной аппаратуры, дополнительного оборудования, расходуемых материалов и т. д.).

## История
Транспортное средство H-II (HTV), также называемое Kounotori, представляет собой расходуемый автоматизированный грузовой космический корабль, используемый для пополнения японского экспериментального модуля (JEM) Kibō и Международной космической станции (МКС). Японское агентство аэрокосмических исследований (JAXA) работает над проектом с начала 1990-х годов. Первую миссию, HTV-1, первоначально планировалось запустить в 2001 году. В результате переноса первая миссия стартовала 10 сентября 2009 года на ракете-носителе H-IIB. Название Kounotori было выбрано для HTV JAXA, потому что «белый аист несет образ передачи важной вещи (ребенка, счастья и других радостных вещей), поэтому он точно выражает миссию HTV по транспортировке необходимых материалов на МКС».

## Основные сведения
Грузовой корабль HTV имеет примерно 9,2 метра в длину (вместе с двигателями системы орбитального маневрирования в хвостовой части) и 4,4 метра в диаметре. Масса корабля без груза — около 10,5 тонны. Корабль не имеет системы автономной автоматической стыковки. После его приближения к станции с помощью канадского манипулятора «Канадарм2» его стыкуют к МКС. После разгрузки корабль заполняется отходами, отстыковывается от станции и сгорает в атмосфере.

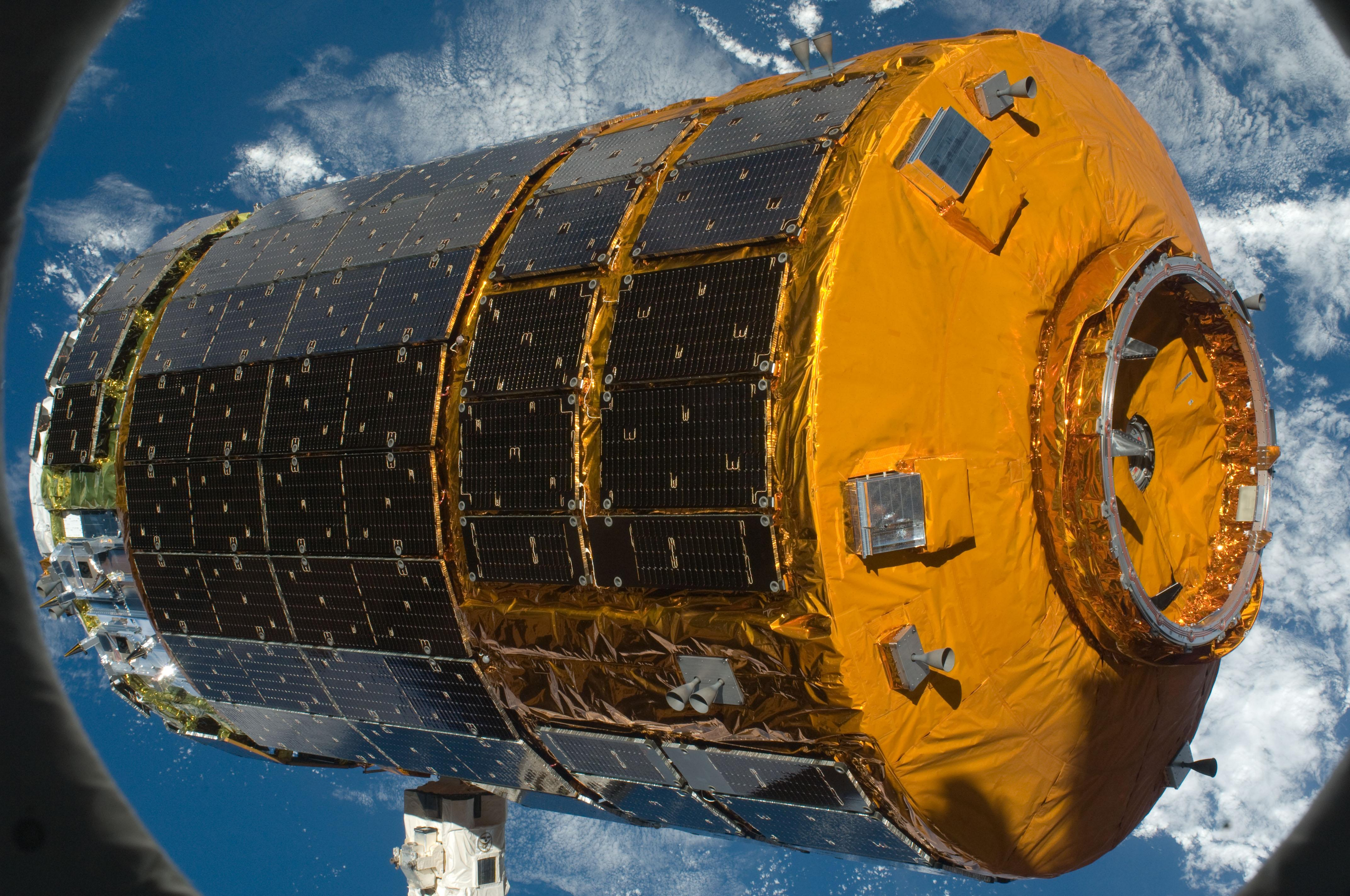
Вид грузового корабля HTV-1 из иллюминатора МКС 17 сентября 2009 год

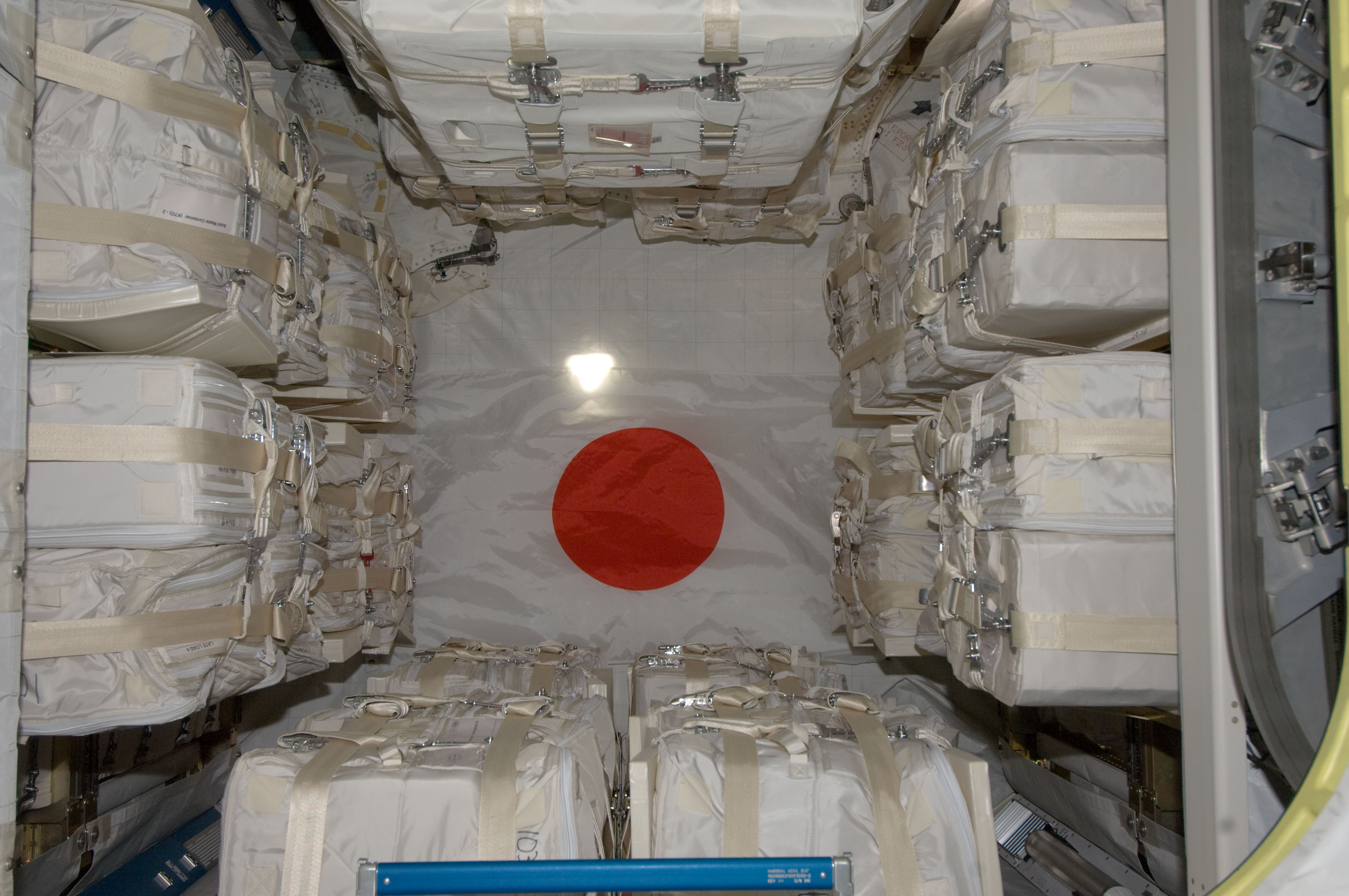
Вид HTV-1 изнутри после стыковки с МКС 18 сентября 2009 год

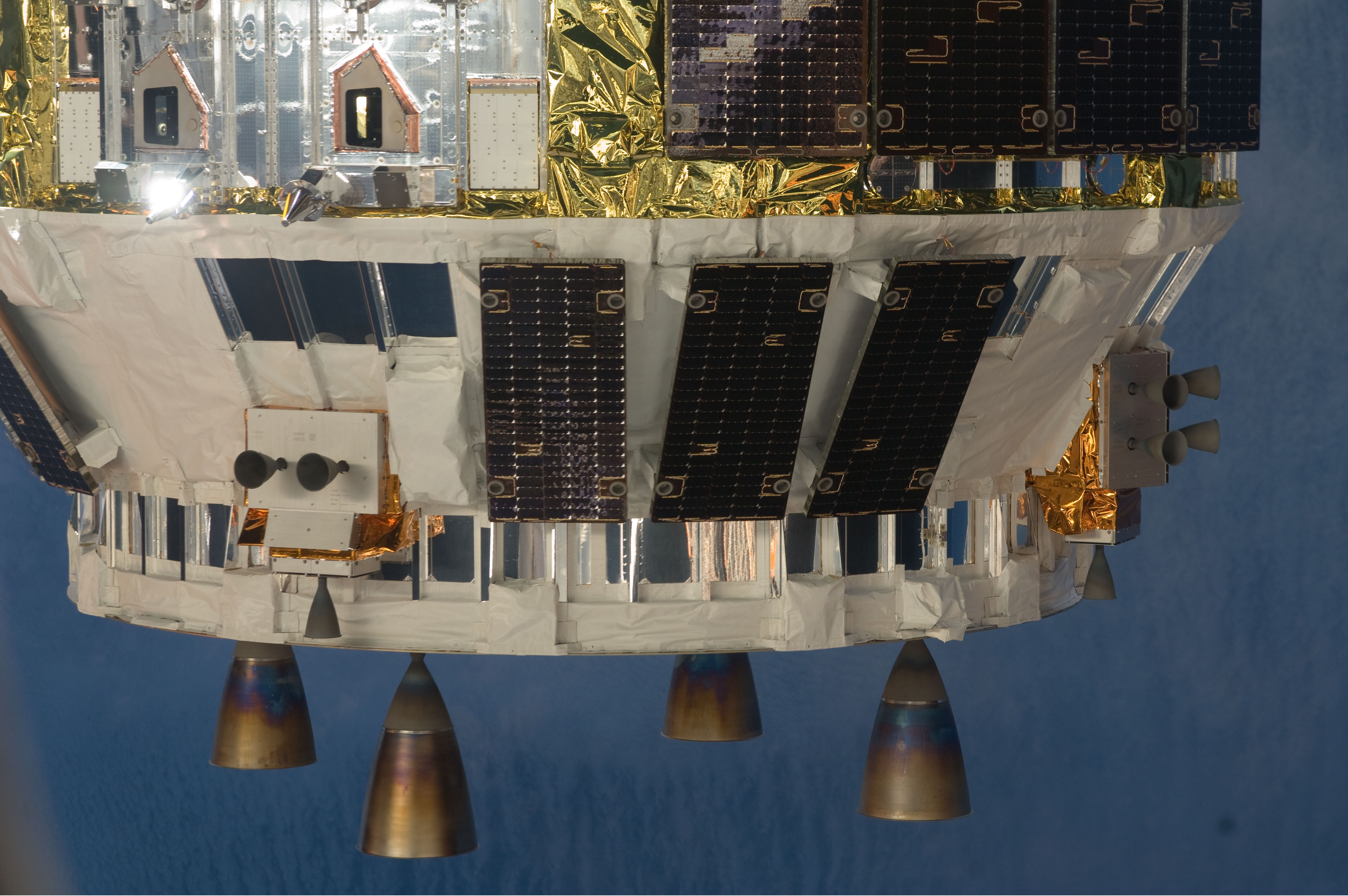
Двигатель грузового корабля HTV-1

## Полёты
Все корабли запускаются с японского космодрома Танегасима, стартовый комплекс Ёсинобу, ракетой-носителем H-IIB (усовершенствованной версией H-IIA).
Запуск HTV-8, запланированный на 11 сентября 2019 года, был отменён из-за пожара возле стартовой площадки, и перенесен на более поздний срок. Запуск состоялся 24 сентября.
| №  | HTV    | Ракета | Дата/время (UTC)        | Дата/время (UTC)        | Дата/время (UTC)        |
| №  | HTV    | Ракета | запуска                 | стыковки                | завершения              |
| -- | ------ | ------ | ----------------------- | ----------------------- | ----------------------- |
| 01 | HTV-1  | H-IIB  | 10 сентября 2009, 17:01 | 17 сентября 2009, 22:26 | 1 ноября 2009, 21:26    |
| 02 | HTV-2  | H-IIB  | 22 января 2011, 05:37   | 27 января 2011, 14:51   | 30 марта 2011, 03:09    |
| 03 | HTV-3  | H-IIB  | 21 июля 2012, 02:06     | 27 июля 2012, 14:34     | 14 сентября 2012, 05:27 |
| 04 | HTV-4  | H-IIB  | 3 августа 2013, 19:48   | 9 августа 2013, 15:38   | 7 сентября 2013, 06:11  |
| 05 | HTV-5  | H-IIB  | 19 августа 2015, 11:50  | 24 августа 2015, 17:28  | 29 сентября 2015, 20:33 |
| 06 | HTV-6  | H-IIB  | 9 декабря 2016, 13:26   | 13 декабря 2016, 13:57  | 5 февраля 2017, 15:06   |
| 07 | HTV-7  | H-IIB  | 22 сентября 2018, 17:52 | 27 сентября 2018, 10:09 | 7 ноября 2018, 18:51    |
| 08 | HTV-8  | H-IIB  | 24 сентября 2019, 16:05 | 28 сентября 2019, 15:09 | 1 ноября 2019, 17:20    |
| 09 | HTV-9  | H-IIB  | 20 мая 2020, 17:31      | 25 мая 2020, 12:13      | 20 августа 2020, 07:07  |
| 10 | HTV-X1 | H3     | октябрь 2025 (план)     |                         |                         |
| 11 | HTV-X2 | H3     | 2026 (план)             |                         |                         |
| 12 | HTV-X3 | H3     | 2026 (план)             |                         |                         |

## Устройство
Грузовой корабль HTV состоит из трёх основных частей. В хвостовой части расположен двигатель, средняя вмещает системы управления и энергообеспечения. Грузовой отсек находится в носовой части.
Грузовой отсек, известный под именем «Комбинированный грузовой модуль» (англ. Mixed Logistics Carrier) состоит из двух сегментов. Конструкцией отсека предусмотрены два типа таких сегментов: герметичный и негерметичный. Отсек можно комплектовать двумя различными комбинациями сегментов: герметичным/негерметичным, герметичным/герметичным.
1. Герметичный сегмент способен вмещать 6 тонн полезной нагрузки; оснащён дополнительным стыковочным узлом (для разгрузки корабля в нестандартной ситуации). Может нести восемь[источник не указан 4858 дней] международных стандартных стоек полезной нагрузки (ISPR).
2. Негерметичный сегмент легче и длиннее герметичного. На одной из его сторон расположен специальный люк для разгрузки громоздких предметов, которые не могут быть перемещены по стандартным стыковочным переходникам МКС. Предусмотрено и место под внешний груз.

Комбинация двух герметичных сегментов несёт бо́льшую полезную нагрузку, нежели комбинация герметичного и негерметичного сегментов, которая в свою очередь немного удлиняет корабль.

## Планируемое развитие проекта
В мае 2015 года министерство образования, культуры, спорта, науки и технологий Японии объявило о предложении заменить HTV на улучшенную, уменьшенную по стоимости версию, предварительно названную HTV-X.
Предполагается, что улучшенная версия корабля HTV-X будет впервые использована для десятого полёта и будет выполнять запланированные обязанности по снабжению МКС на 2021—2024 годы. Кроме того, JAXA согласилась предоставить полёты по материально-техническому обеспечению HTV-X на космическую станцию Gateway в качестве части своего вклада в дополнение к совместной разработке жилого модуля с ЕКА.
Первый запуск технической демонстрационной машины на ракете H3 запланирован на 2022 год. На корабле HTV-X планируется иметь маленькую возвратную капсулу. Упрощение общей конструкции позволит снизить стартовую массу HTV-X до 15,5 т с 16,5 т HTV, а максимальная масса груза будет увеличена до 7,2 т. У HTV-X будет боковой люк, который позволит загружать грузы непосредственно перед запуском (например, свежие продукты и научные эксперименты). JAXA будет использовать HTV-X для проведения экспериментов и тестирования передовых технологий на околоземной орбите в течение до 18 месяцев после того, как транспортное средство завершит доставку грузов и покинет космическую станцию.
Также предусматривается создание новой ракеты H3, предназначенной для выведения грузового корабля HTV-X в космос.

## Сравнение с аналогичными проектами
| Сравнение характеристик беспилотных грузовых космических кораблей | Сравнение характеристик беспилотных грузовых космических кораблей                                                                          | Сравнение характеристик беспилотных грузовых космических кораблей | Сравнение характеристик беспилотных грузовых космических кораблей | Сравнение характеристик беспилотных грузовых космических кораблей                                                                       |
| Название                                                          | ТКС | ATV                                                               | HTV                                                               | Dragon |
| Разработчик                                                       | ОКБ-52 | ЕКА                                                               | JAXA                                                              | SpaceX |
| ----------------------------------------------------------------- | --- | ----------------------------------------------------------------- | ----------------------------------------------------------------- | --- |
| Внешний вид                                                       | |                                                                   |                                                                   | |
| Первый полёт                                                      | 15 декабря 1976 | 9 марта 2008                                                      | 10 сентября 2009                                                  | 8 декабря 2010 |
| Последний полёт                                                   | 27 сентября 1985 | 29 июля 2014                                                      | 20 мая 2020                                                       | 7 марта 2020 |
| Всего полётов (неудачных)                                         | 8 | 5                                                                 | 9                                                                 | 22 (1 из-за ракеты-носителя) |
| Габариты                                                          | 13,2 м длина 4,1 м ширина 49,88 м³ объём                                                                                                   | 10,7 м длина 4,5 м ширина 48 м³ объём                             | 10 м длина 4,4 м ширина 14 м³ объём (герметичный)                 | 7,2 м длина 3,66 м ширина 11 м³ объём (герметичный), 14—34 м³ объём (не герметичный)                                                    |
| Многоразовость                                                    | да, частичная | нет                                                               | нет                                                               | да, частичная |
| Масса, кг                                                         | 21 620 кг (стартовая) | 20 700 кг (стартовая)                                             | 10 500 кг (сухая) 16 500 кг (стартовая)                           | 4200 кг (сухая) 7100 кг (стартовая) |
| Полезная нагрузка, кг                                             | 5200 кг | 7670 кг                                                           | 6200 кг                                                           | 3310 кг |
| Возвращение груза, кг                                             | 500 кг | утилизация / до 6500 кг                                           | утилизация                                                        | до 2500 кг |
| Время полёта в составе ОС                                         | до 90 суток | до 190 суток                                                      | до 30 суток                                                       | — |
| Время полёта до стыковки                                          | до 4 суток | —                                                                 | до 4,5 суток                                                      | — |
| Ракета-носитель                                                   | Протон-K | Ариан-5 ES                                                        | H-IIB                                                             | Falcon 9 |
| Описание                                                          | В виде автоматического грузового корабля стыковался к орбитальным станциям «Салют». Первоначально разрабатывался как пилотируемый корабль. | Использовался для снабжения МКС, корректировки орбиты МКС.        | Использовался для снабжения МКС.                                  | Частный частично многоразовый космический корабль, в рамках программы COTS, предназначенный для доставки и возвращения полезного груза. |